# Arne Nougatgren
Arne Nougatgren er en fiktiv figur, der er opfundet af Anders Matthesen. Han optræder på CD'en Arne Fortæller... Terkel i Knibe fra 2001 og i animationsfilmen Terkel i knibe fra 2004, der er bygget over samme CD. Desuden optræder han i voksen-julekalenderen Jul på Vesterbro fra 2003, Ternet Ninja fra 2017 (bog) og 2018 (animationsfilm), samt Anders Matthesens jubilæumsshow Anden25 fra 2018.

## Beskrivelse
Arne er født og opvokset i Farum og inspireret af hippietiden. Han har en naiv tilgang til mange ting og tror på det bedste i folk. Han er altid iført brune fløjlsbukser, skjorte med store flipper og en strikket pullover i stærke farver. Han går desuden med store briller, som det var moderne i 70'erne og har langt pagehår.
Han spiller guitar og i sidste afsnit af Jul på Vesterbro også maracas.
Efter eget udsagn er han musikalsk socialpædagog og rytmeterapeut. Arne er desuden, efter eget udsagn vegetar

### Hva' snakker du om? – Den ka' byttes Vol. 1'
På albummet Hva' snakker du om? – Den ka' byttes Vol. 1 fra 2000 medvirker Arne i en kort sketch kaldet "Monstre", hvor han ligger under en seng for at bevise, at der ingen monstre er. Der lyder nogle mystiske lyder, hvorefter Arne skriger og angiveligt bliver taget af et monster.

### Terkel i Knibe
Både på CD'en fra 2001 og i animationsfilmen fra 2004  Terkel i Knibe er Arne historiens fortæller samt musiklærer på Kastanjevejens Skole i København, hvor hovedpersonen Terkel går.
Han synger sangen "Arne ... han er for cool!" med eleverne fra Terkels klasse.

### Jul på Vesterbro
I Jul på Vesterbro er Arne Nougatgren socialforvalter til Stewart Stardusts søn, Danny Stardust, hvor hans job består i at evaluere Dannys hjem for kommunen. Han forsøger at hjælpe familien, så godt han kan med god vejledning.
Danny stjæler både hjulene fra hans 2CV og hans guitarrem, for at skaffe penge til narkotika.
Han har en affære med Stewarts kone, Vivian, hvorefter han får tæsk af Stewart, da det bliver opdaget. Det bliver dog tilgivet, og han fejrer jul med familien i sidste afsnit, hvor han får to maracas.
I Jul på Vesterbro synger han følgende sange:
- "Socialforvalterblues"
- "Hjerternes Fest" (afsnit 23 "Julefred")
- "Jul på Vesterbro" (afsnit 24 "Juleafslutning")

### Terkel – The Motherfårking Musical
I Terkel – The Motherfårking Musical spilles Arne Nougatgren af Martin Brygmann.